# Candace Gingrich

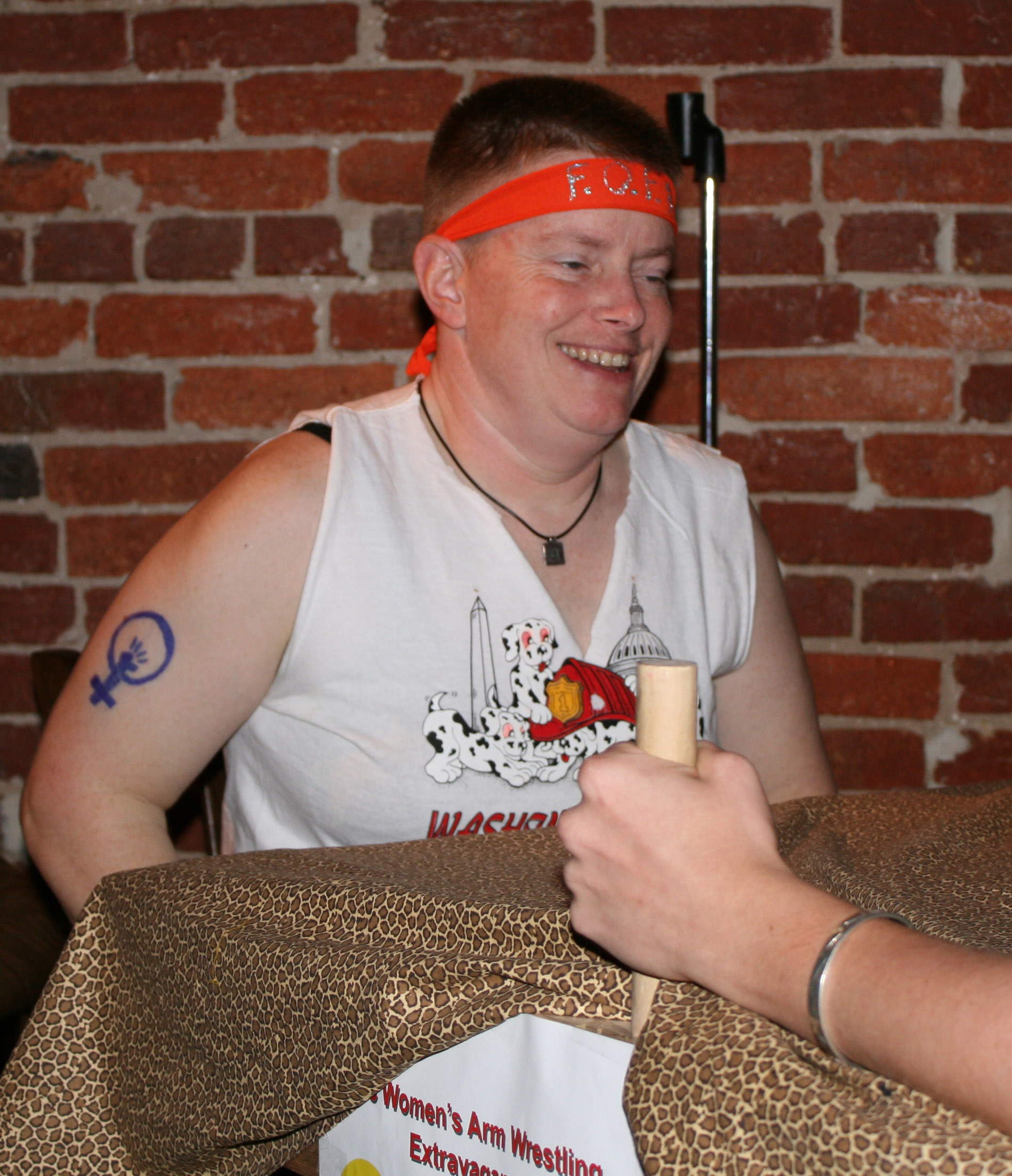
Candace Gingrich (2008)

Candace J. Gingrich (* 2. Juni 1966 in Harrisburg (Pennsylvania)) ist US-amerikanischer Herkunft und engagiert sich für LGBT-Rechte, von 1995 bis 2019 hauptamtlich als Teil der Lobbygruppe Human Rights Campaign. Gingrich lebt offen lesbisch und verwendet als genderqueere Person die geschlechtsneutralen Pronomen they/them für sich.

## Leben und Wirken
Candace Gingrich wuchs in Harrisburg (Pennsylvania) mit zwei leiblichen Schwestern, Susan und Roberta, und einem Bruder auf, Newt Gingrich, Sprecher des US-Repräsentantenhauses von 1995 bis 1999. Er ist Candace Gingrichs Halbbruder aus der ersten Ehe der gemeinsamen Mutter Kathleen Gingrich (geborene Daugherty) mit Newton Searles McPherson. Die Mutter heiratete 1946 Robert Gingrich, der Newt adoptierte. Erst zwanzig Jahre später wurde Candace geboren.
Candace Gingrich besuchte die Central Dauphin East High School in Harrisburg (Pennsylvania) und schloss bis 1989 ein Bachelor-Studium in Soziologie mit einem Schwerpunkt in Women’s Studies an der Indiana University of Pennsylvania an. Laut New York Times war Gingrich Mitte der 1990er Jahre im Bereich der EDV-Wartung tätig. Wie in der mit Chris Bull verfassten Autobiografie The Accidental Activist. A Personal and Political Memoir geschildert wird, sei Gingrich eher zufällig aufgrund der Wahl des Bruders Newt in das US-Repräsentantenhaus in eine führende Rolle im politischen Lobbyismus hineingeraten. Seine explizit gegen Homosexuelle gerichtete konservative Politik habe Candace Gingrich zum Handeln gezwungen. Im Jahr 2019, als Newt Gingrich neben Mitt Romney als einer der aussichtsreichsten Präsidentschaftskandidaten der republikanischen Partei galt – Ende November lagen seine Umfragewerte sehr weit vorn – rief Candace Gingrich dazu auf, ihn nicht zu wählen.
Gingrich war von 2009 bis 2013 mit der Dramatikerin Rebecca Jones verheiratet. Das Ehepaar Gingrich-Jones lebte in Hyattsville (Maryland), wo Gingrich bei den Washington Furies Rugby spielte. Im Jahr 2017 heiratete Gingrich erneut, Kelly Cassidy, die seit 2012 einen Sitz im Repräsentantenhaus von Illinois innehat.
Candace Gingrich arbeitete von 1995 bis 2019 als Senior Manager for Youth Outreach (Leitung der Jugendarbeit) für Human Rights Campaign, eine Lobbygruppe für queere Menschen in den USA. Seit 2024 ist Gingrich als Community Engagement Manager für die National Association of Social Workers (NASW) in Illinois tätig.

## Filmografie (Auswahl)
- 1996: Friends (Fernsehserie, Folge 2x11 The One with the Lesbian Wedding), Regie: Thomas Schlamme
- 1998: LateLine (Fernsehserie, Pilotfolge 1x1)
- 2001: A Union in Wait (Dokumentarfilm)

## Publikationen
- mit Chris Bull: The Accidental Activist. A Personal and Political Memoir. Prentice Hall & IBD, New York 1996, ISBN 978-0-684-82462-8.

## Auszeichnungen
- 1995: Auszeichnung als eine der „Women of the Year“ des Ms. Magazine[9]
- 2011: American Humanist Association’s Humanist Pride Award für Gingrichs Einsatz für Gleichberechtigung und das Einstehen gegen Intoleranz[2]